# Zienit (przystanek kolejowy)
Zienit (biał. Зеніт, ros. Зенит) – przystanek kolejowy w miejscowości Wilejka, w rejonie wilejskim, w obwodzie mińskim, na Białorusi. Położony jest na linii Połock - Mołodeczno.